# Dębniak (miód pitny)
Dębniak – rodzaj miodu pitnego przechowywanego w beczkach dębowych. 
W Polsce wytwarzany od średniowiecza. Produkowany w dwóch rodzajach mocy, jako dwójniak i trójniak, w beczkach z drewna dębowego nabierał bursztynowej barwy i cierpkiego smaku. Popularny wśród szlachty na wyprawach wojennych: uważany za niezrównane lekarstwo, dlatego nazywany też miodem obozowym lub kwarcianym.
W literaturze wspomniany m.in. w narodowej epopei Mickiewicza, gdzie klucznik Gerwazy „z Soplicowskiej piwnicy dobywa / beczki starej siwuchy, dębniaku i piwa”. Jako szczególnie ceniony miód wymieniony przez znawcę ówczesnych obyczajów A. Odyńca: „By gościa przyjąć sowicie, / I uraczyć należycie, / Flasza dębniaku wyjęta, / Co Sasów jeszcze pamięta.”.   